# El Roble (Panama)
El Roble è un comune (corregimiento) della Repubblica di Panama situato nel distretto di Aguadulce, provincia di Coclé. Si estende su una superficie di 218,8 km² e conta una popolazione di 8.369 abitanti (censimento 2010).